# Kwame Nkrumah
(Kwame Nkrumah)
Francis Nwia-Kofi Ngonloma, meglio noto come Kwame Nkrumah (scritto anche Kwame N'Krumah) e talvolta indicato con lo pseudonimo di Osagyefo, "il redentore" (Nkroful, 21 settembre 1909 – Bucarest, 27 aprile 1972), è stato un rivoluzionario e politico ghanese, figura di spicco nella storia della decolonizzazione e del panafricanismo.
Fu il primo presidente del Ghana indipendente e il primo leader dell'Africa nera a far ottenere al suo paese l'autogoverno. Ancora molto popolare tra i suoi connazionali e tra gli africani in genere per il suo impegno a favore di un'unione politica tra gli stati africani e la sua denuncia del neocolonialismo, è stato spesso oggetto di critiche negli Stati Uniti e in Europa per i suoi metodi autoritari di governo e il suo radicalismo.

## Primi anni
Nkrumah nacque a Nkroful, nell'allora Costa d'Oro, da una famiglia di religione cristiana relativamente umile. Frequentò le scuole elementari nella località di Half Assini e si diplomò ad Accra al Government Training College (che cambiò nome quello stesso anno in Achimota School). Nel 1935 lasciò il Ghana per gli Stati Uniti. Qui lavorò e completò i suoi studi in una grande varietà di materie (insegnamento, economia, sociologia, scienze politiche, marxismo e teologia).
Nkrumah aveva vissuto l'esperienza della discriminazione razziale ed era rimasto colpito dal pensiero di alcuni attivisti afroamericani, come Marcus Garvey e W.E.B. Dubois. Dagli Stati Uniti si recò in Gran Bretagna con l'intenzione di continuare i suoi studi: ebbe un ruolo di primo piano nella WASU (West African Students' Union) e collaborò come segretario all'organizzazione del V Congresso Panafricano a Manchester, indetto da W.E.B. Dubois.
Proprio qui era stato notato da Arko Adjei, che aveva fatto il suo nome alla dirigenza dell'United Gold Coast Convention (UGCC), il primo partito politico del Ghana. Nel 1947 Nkrumah tornò in Ghana per partecipare alla lotta per il diritto del suo popolo all'autodeterminazione, ma tra lui e gli altri membri dell'UGCC i rapporti furono subito tesi.
Nel 1948 Nkrumah e gli altri leader dell'UGCC furono arrestati con una scusa dal governo coloniale dopo una serie di tumulti e disordini che travolsero il paese: l'arresto non fece però che aumentare la sua popolarità e fu rilasciato poco dopo.

## La rottura con l'UGCC
L'11 giugno 1949 Nkrumah, che aveva già perso la carica di segretario, ruppe ufficialmente con l'UGCC e il giorno successivo diede vita al Partito della Convenzione del Popolo (Convention People's Party, CPP), seguito dalla sezione giovanile e da molti esponenti di sinistra del partito. Il motto del CPP divenne “Self-Government NOW”, “Autogoverno ADESSO”. Nkrumah cercò di coinvolgere nel suo partito persone di ogni estrazione sociale, comprese le donne. Oltre a poter contare sul suo personale carisma, si circondò di abili propagandisti che seppero sfruttare tutti i mezzi a loro disposizione, in primo luogo i giornali. Vennero fondati nuovi quotidiani nazionalisti, l’Accra Evening News e il Cape Coast Daily Mail che, a differenza delle precedenti pubblicazioni politiche del paese, erano scritti in modo semplice e comprensibile. Il governo provò a censurare i giornali, ma ancora una volta la scelta della repressione non fece che infiammare di più la popolazione.
Il 9 gennaio 1950 Nkrumah proclamò un grande sciopero con dimostrazioni, che coinvolse tutto il paese, detto “Positive Action” ("azione concreta"): l'idea era di seguire l'esempio di Gandhi in India. Alcuni tumulti che accompagnarono lo sciopero diedero al governo la scusa per arrestare nuovamente Nkrumah.
Il 1º gennaio 1951 venne promulgata la nuova costituzione del Ghana, che il CPP criticò, sia perché esso chiedeva il pieno autogoverno, sia perché ancora una volta si privilegiava la rappresentanza attraverso le élite tradizionali. Nel febbraio 1951, comunque, il partito decise di partecipare alle elezioni e il nuovo governatore, Sir Charles Arden-Clarke, permise a Nkrumah, che era ancora in carcere, di competere per un seggio all'Assemblea. L'esito delle votazioni fu un trionfo per Nkrumah. Davanti a questa schiacciante vittoria Arden-Clarke decise di rilasciare Nkrumah insieme ad altri membri del CPP che erano stati arrestati e di nominarlo "Leader of the government business" e, l'anno dopo, Primo ministro. Una delle prime mosse di Nkrumah fu di modificare la Costituzione, trasformando l'Assemblea Legislativa in una camera interamente eletta a suffragio universale. Nel 1954 nuove elezioni diedero di nuovo una nettissima vittoria al CPP.
Così Nkrumah riuscì a guidare il suo paese, che ribattezzò Ghana in luogo del nome di Costa d'Oro dell'epoca coloniale, verso l'indipendenza, che fu ottenuta il 6 marzo 1957.
Fino al 1960 un rappresentante della Corona inglese aveva ancora il titolo di Capo di Stato onorifico. Nel 1960 il Ghana fu proclamato una repubblica e Nkrumah venne eletto presidente, battendo J. B. Danquah, candidato dell'opposizione.

## Politica
Uno dei primi obiettivi del governo Nkrumah fu quello di promuovere lo sviluppo del paese, in modo che le sue risorse potessero essere usate per migliorare il benessere della popolazione e non solo per produrre beni da esportare nei paesi sviluppati. Dal punto di vista ideologico, Nkrumah era un sostenitore del socialismo africano. Venne quindi creato un sistema economico che combinava la libera iniziativa privata con un forte ruolo dello Stato nell'economia. 

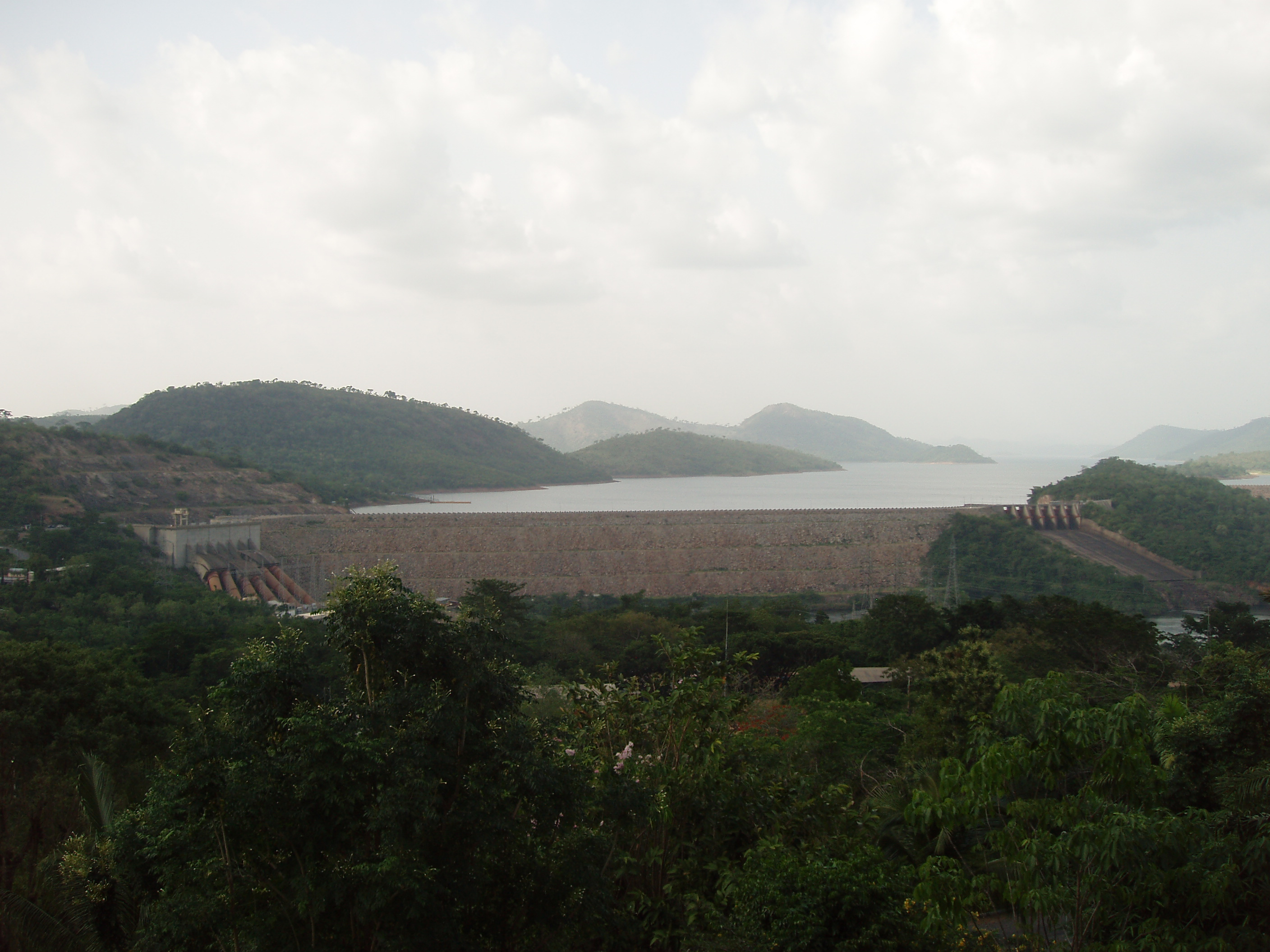
Diga di Akosombo

 In un primo tempo la politica di Nkrumah ottenne discreti successi, soprattutto nel campo dell'istruzione e della costruzione di infrastrutture (la grande diga di Akosombo), ma i programmi di sviluppo imposero anche un peso alle finanze del paese che, unito agli sprechi che l'eccessiva ambizione del presidente generò e alla diffusione della corruzione, si rivelò a un certo punto insostenibile. Amareggiato dalle difficoltà che il Ghana incontrava nel suo tentativo di emanciparsi anche dal punto di vista sociale ed economico, Nkrumah divenne sempre più appassionato nel denunciare il neo-colonialismo. Per battere queste forze Nkrumah aveva in mente una soluzione già dai tempi della sua militanza nel movimento panafricano: l'unione di tutta l'Africa in una federazione.
Le ambizioni rivoluzionarie di Nkrumah lo portavano a considerarsi investito di una missione che trascendeva i confini del Ghana per estendersi all'intera Africa. Nkrumah vedeva nella federazione dell'Africa l'unico modo per il continente di emanciparsi realmente e di ritagliarsi uno spazio nell'epoca dei blocchi contrapposti. Coerentemente, era favorevole a una politica di “neutralismo attivo” rispetto alla guerra fredda.

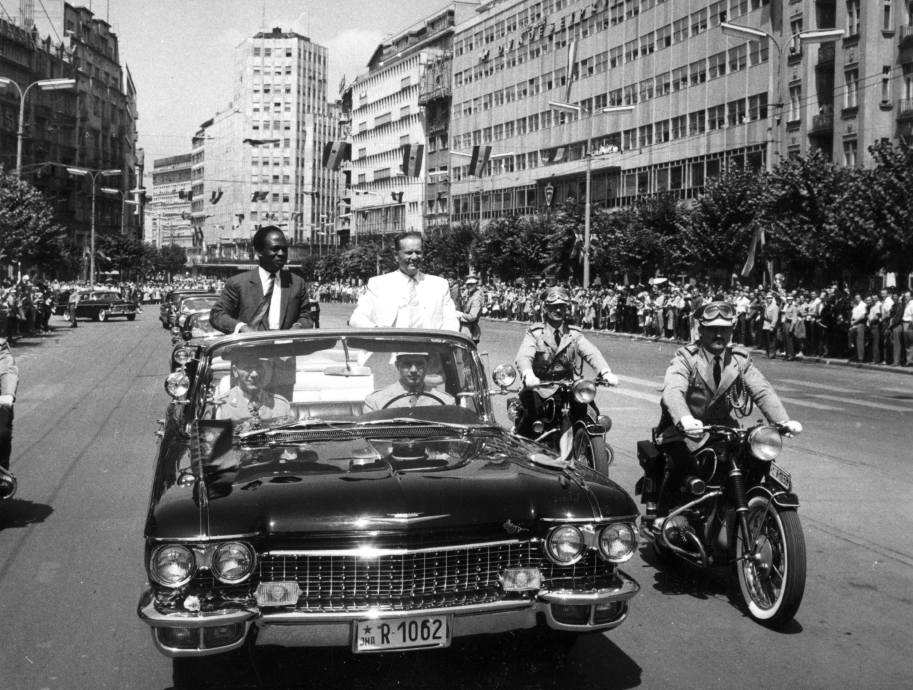
Nkrumah con Tito nel 1961

In generale negli anni della decolonizzazione l'idea che dovesse sorgere una qualche forma di organizzazione tra i paesi africani riscuoteva un generale consenso.  Ma Nkrumah insisteva per voler subito gettare le basi di un'unione politica tra gli Stati del continente e fu presto chiaro che questa posizione non era accettata dalla maggioranza dei leader politici. Perciò l'Organizzazione dell'Unità Africana (OAU) non era ciò che Nkrumah desiderava, ma solo un organismo intergovernativo.

### Politica educativa e culturale
L'istruzione venne resa gratuita e obbligatoria nel 1962, mentre l'istruzione superiore divenne gratuita e obbligatoria nel 1965. Il numero di studenti iscritti nelle scuole, che non superava le 150.000 unità negli anni '50, raggiungeva le 1.135.000 unità a metà degli anni '60. 
Kwame Nkrumah si sforzò inoltre di promuovere una cultura panafricana. Irritato dall'eurocentrismo dei libri di testo e delle istituzioni culturali britanniche, supervisionò la creazione di un Museo Nazionale del Ghana, inaugurato il 5 marzo 1957, di un Ghana Arts Council, di una biblioteca di ricerca sugli affari africani nel giugno 1961 e della Ghana Film Corporation nel 1964. Nel 1962, fu anche aperto un Istituto di studi africani.

### Politica dei diritti delle donne
Una campagna contro il nudo nel nord del paese, condotta da Hannah Kudjoe, una dei leader del suo partito e attivista che aveva incoraggiato ad impegnarsi in azioni politiche, ricevette la sua particolare attenzione. Hannah Kudjoe aveva anche creato la Women's League of Ghana, si era occupata di nutrizione, educazione dei figli e abbigliamento. La Lega delle donne aveva anche condotto una manifestazione contro i test nucleari francesi nel Sahara.
Le disposizioni legislative adottate nel 1959 e nel 1960 avevano creato seggi riservati alle donne in parlamento. Diverse donne erano state promosse al Comitato Centrale CPP. Si stava facendo uno sforzo per facilitare l'ingresso delle donne nelle università e in alcune professioni, al di là dell'agricoltura e del commercio, compresa la medicina e il diritto.

## Declino
Nel 1965 Nkrumah non esitò a spendere 10 milioni di sterline per edificare un Palazzo dell'Unità Africana ad Accra in occasione della Conferenza dei capi di Stato e di governo dell'OUA, ma ormai il suo sogno federalista era tramontato e, in un momento in cui l'economia del paese si trovava in difficoltà, i costi che la sua ambiziosa politica estera imponeva gli alienarono ancora di più l'appoggio della popolazione.
La sua linea di intransigenza verso il neo-colonialismo e il suo rifiuto dell'idea di un'” Eurafrica”  lo avevano portato a scontrarsi non solo con le potenze occidentali, ma anche con gli Stati africani ad esse legati. Il suo sostegno ai “combattenti per la libertà” nel resto del continente e il suo riavvicinamento negli ultimi anni all'Unione Sovietica e alla Cina contribuirono a creargli una fama di rivoluzionario scomodo e ad attirargli il biasimo dei “moderati”. Tutti questi fattori lo isoleranno sul piano internazionale e saranno perciò una delle cause della sua caduta. Un'altra causa sarà la piega sempre più autoritaria che il suo regime aveva preso dall'epoca dell'indipendenza.
Sebbene Nkrumah si dichiarasse per un regime democratico in cui fosse garantita la libertà di esprimere il proprio pensiero e di criticare il governo, nella pratica si dimostrava assai poco tollerante quando le opposizioni mettevano in pericolo la sua concezione di progresso e di unità della nazione e l'interpretazione che lui stesso dava della volontà popolare. Un'altra giustificazione alla repressione del dissenso derivava dall'identificazione del “governo del popolo” con la volontà del leader eletto, cioè, nel caso specifico, di Nkrumah stesso. I primi provvedimenti che restringevano le libertà politiche nel paese furono una risposta alle agitazioni regionaliste e secessioniste che avevano accompagnato l'indipendenza: il Deportation Act, che permetteva di espellere dal paese i cittadini stranieri che sostenessero e finanziassero le opposizioni, e l'Avoidance of Discrimination Act, entrambi del 1957.
Questa ultima legge vietava i partiti su base regionale o tribale. Ma il vero colpo alla libertà di opposizione venne dal Preventive Detention Act del luglio 1958, che permetteva di incarcerare per un periodo non superiore a cinque anni, sulla base di semplici sospetti, chi fosse accusato di azioni contro la sicurezza del paese.
Gli atti terroristici contro il governo aumentarono anziché diminuire. È stato ipotizzato che il cancro che causò la morte di Nkrumah nel 1972 sia stato la conseguenza di un attentato che subì nel 1962. Le conseguenze degli attentati furono l'inasprimento delle politiche repressive.

## Ultimi anni
Nel 1964 Nkrumah, tramite un referendum, fece proclamare il CPP, sul quale aveva assoluto controllo, partito unico del Ghana, e se stesso presidente a vita. Proprio però queste esasperazioni avrebbero privato Nkrumah di quella che all'epoca dell'indipendenza era stata la fonte del suo successo: la capacità di interpretare i sentimenti e i bisogni delle masse popolari.
Il 24 febbraio 1966, mentre il presidente era impegnato in una missione di pace ad Hanoi, l'esercito e la polizia annunciarono la sua estromissione dal potere, la sospensione della Costituzione e la formazione di un governo militare provvisorio. Nkrumah trovò ospitalità in Guinea.
Il 27 aprile 1972 Kwame Nkrumah morì di cancro in Romania, dove si era recato per curarsi. Nkrumah è stato e resta un punto di riferimento per tutta l'Africa e una delle figure più importanti nella lotta contro il colonialismo e per l'emancipazione dei popoli del terzo mondo, tanto da essere stato votato dagli ascoltatori africani della BBC "Uomo del Millennio" nel 2000.
Nel 1993 il Partito della Convenzione del Popolo si è ricostituito; la formazione è guidata dalla figlia dell'ex Presidente, Samia Nkrumah.